# Nichtigkeitsdogma
Das Nichtigkeitsdogma ist eine rechtswissenschaftliche Lehre. Sie besagt, dass Rechtsnormen, die gegen höherrangiges Recht verstoßen, unheilbar nichtig sind. Dem liegt die Annahme zugrunde, dass in gestuften Rechtsordnungen das Recht selbst die Geltungserlangung und den Geltungsverlust von Rechtsnormen regele. Dieser Stufenordnung des Rechts sei die Ipso-iure-Nichtigkeit rechtswidriger Rechtsnormen im Interesse der Widerspruchsfreiheit immanent.
Das Nichtigkeitsdogma betrifft jedenfalls formelle Gesetze und nach h. M. auch Satzungen, wenn das höherrangige Recht für die in Frage stehende Satzung nichts anderes bestimmt hat.

## Erklärung der Nichtigkeit

### Bundesverfassungsgericht
Das Bundesverfassungsgericht (BVerfG) erklärt Bundes- und Landesgesetze gem. § 78 Satz 1, § 95 Abs. 3 Satz 1 BVerfGG für nichtig, wenn sie mit dem Grundgesetz oder dem sonstigen Bundesrecht unvereinbar sind. Da die Entscheidung des BVerfG in diesen Fällen Gesetzeskraft hat (§ 31 Abs. 2 BVerfGG), ist das verfassungswidrige Gesetz damit beseitigt. Nicht mehr anfechtbaren Entscheidungen, die auf einer für nichtig erklärten Norm beruhen, bleiben jedoch bestehen. Allerdings ist die Vollstreckung aus einer solchen Entscheidung unzulässig (§ 79 Abs. 2 BVerfGG). Wird der Verfassungsbeschwerde gegen ein Urteil stattgegeben, so hebt das Bundesverfassungsgericht auch das Urteil auf (§ 95 Abs. 2 BVerfGG). 
Eine Ausnahme gilt insb. für Verstöße gegen den allgemeinen Gleichheitssatz in Art. 3 Abs. 1 GG (gleichheitswidriger Begünstigungsausschluss). Hier spricht das Gericht oft lediglich die Unvereinbarkeit der Norm mit dem Grundgesetz aus (Unvereinbarerklärung, auch Verfassungswidrigerklärung). Im Unterschied zur Nichtigerklärung folgt daraus, dass sie vorübergehend weiterhin angewandt werden darf. Das Gericht überlässt es aber – nach dem Grundsatz der Gewaltenteilung – dem Normgeber, anstelle der fehlerhaften eine verfassungsgemäße Norm zu erlassen; oft setzt es ihm eine Frist, den verfassungswidrigen Zustand zu beseitigen. Nur ausnahmsweise und zurückhaltend erlässt es selbst eine Regelung für diese Übergangszeit.

### Fachgerichte
Für förmliche Gesetze gilt das Verwerfungsmonopol des Bundesverfassungsgerichts aus Art. 100 GG. Untergesetzliche Normen hingegen können die Fachgerichte selbst auf ihre Vereinbarkeit mit dem Verfassungsrecht und mit dem formellen Gesetzesrecht hin überprüfen. Stellen sie im Rahmen einer Normenkontrolle einen Verstoß fest, können sie die Norm für nichtig erklären. Im Rahmen anderer Verfahren, insb. einer Feststellungsklage, kann inzident die Nichtigkeit einer Norm zu prüfen sein.
Die Verwaltungsgerichtsordnung bietet im Rahmen der Inzidenterkontrolle für das entscheidende Verwaltungsgericht jedoch keine Grundlage, für rechtswidrig erkannte Satzungen für eine Übergangszeit entsprechend der vom Bundesverfassungsgericht für seine eigene Rechtsprechung entwickelten Praxis weiter für anwendbar zu erklären.

## Ausnahmen

### Bebauungspläne

#### Teilnichtigkeit
Problematisch ist, ob ein Bebauungsplan, der als Satzung beschlossen wird (§ 10 Abs. 1 BauGB), als Ganzes unwirksam ist, wenn nur ein Teil von ihr gegen höherrangiges Recht verstößt. Die Frage ist insbesondere für Bebauungspläne diskutiert worden, in denen nur eine bestimmte Festsetzung nach Auffassung des Gerichts rechtswidrig ist. Die Rechtsprechung stellt in diesem Fall darauf ab, ob die Satzung im Übrigen noch eine sinnvolle städtebauliche Ordnung ermöglicht oder ob es sich bei der Satzung um eine einheitliche und somit unteilbare Regelung handelt, die ohne den zu beanstandenden Teil funktionslos würde. Im ersten Fall soll die restliche Satzung fortgelten, im zweiten Fall soll die Unwirksamkeit des fehlerhaften Teils die Satzung im ganzen erfassen. Das entspricht den allgemeinen Grundsätzen über die teilweise Nichtigkeit von Gesetzen und anderen Rechtsvorschriften (vgl. § 139 BGB).
Eine ausdrückliche Ausnahme des Nichtigkeitsdogmas für Bebauungspläne enthalten die § 214, § 215 BauGB: die sogenannte Planerhaltung. Danach sind nicht alle Verfahrens- und Formfehler, an denen ein Bebauungsplan leiden kann, für dessen Rechtswirksamkeit beachtlich, sondern nur ganz bestimmte, die der Gesetzgeber im Einzelnen aufzählt. Außerdem können Fehler nur innerhalb einer Frist von einem Jahr nach dessen Bekanntmachung geltend gemacht werden.

#### Fehlerfolgen
Auch ein als ungültig erkannter Bebauungsplan ist – abgesehen von der gerichtlichen Nichtigkeitserklärung im Normenkontrollverfahren – in dem für die Aufhebung von Bebauungsplänen geltenden Verfahren aufzuheben, um damit den Anschein seiner Rechtsgeltung zu beseitigen. Beruht die Ungültigkeit des Plans auf einem Verfahrens- oder Formfehler, hat die Gemeinde darüber zu entscheiden, ob sie den Plan, statt ihn aufzuheben, unter Behebung des Fehlers und Wiederholung des nachfolgenden Verfahrens rückwirkend in Kraft setzt.

### Verwaltungsakte
Das Nichtigkeitsdogma gilt nur für Rechtsnormen, nicht für Verwaltungsakte. Verwaltungsakte sind, auch wenn sie gegen Recht verstoßen, vom Bürger zu befolgen. Zwar ergibt sich aus Art. 20 Abs. 3 GG, dass auch die Verwaltung Recht und Gesetz beachten muss (Gesetzmäßigkeit der Verwaltung). Ein Umkehrschluss aus § 43 Abs. 3 VwVfG ergibt aber, dass ein rechtswidriger Verwaltungsakt grundsätzlich wirksam ist. Dort heißt es, dass nur ein nichtiger Verwaltungsakt unwirksam ist. Der Beschwerte muss also den Verwaltungsakt vor der Verwaltung im Widerspruchsverfahren – soweit dieses nicht ausnahmsweise entbehrlich ist – und notfalls vor Gericht anfechten und die Aufhebung begehren. Das Erheben des Rechtsbehelfs (Widerspruch oder Anfechtungsklage) stellt grundsätzlich aufschiebende Wirkung her, § 80 VwGO. Das bedeutet, dass der Verwaltungsakt zunächst nicht vollzogen werden darf. Das ist auch der Grund, warum die Ausnahme des Nichtigkeitsdogmas verfassungskonform ist. Der Widerspruch – oder falls entbehrlich die Klage – muss binnen bestimmter Fristen erfolgen, damit der Verwaltungsakt nicht in Bestandskraft erwächst.

## Absolute und relative Nichtigkeit
Die Lehre vom Fehlerkalkül unterscheidet zwischen absoluter und relativer Nichtigkeit von Rechtsnormen. Trotz Rechtswidrigkeit sind Gesetze, Verordnungen und Einzelfallentscheidungen so lange bindend, bis sie durch ein dazu berufenes Gericht oder eine zuständige Behörde aufgehoben werden. Statt der absoluten Nichtigkeit sind rechtswidrige Rechtsnormen bis zu ihrer Überprüfung und Aufhebung durch die zuständige Rechtsschutzinstanz bindend (relative Nichtigkeit).